# Toboggan (album)
Pour les articles homonymes, voir Toboggan.
Albums de Jean-Louis Murat
Grand Lièvre
(2011) Babel
(2014)
Toboggan est un album musical de Jean-Louis Murat sorti le 25 mars 2013 sur le label PIAS. Une édition spéciale limitée paraît le 18 novembre 2013 augmentée de 3 titres inédits enregistrés sur scène.

## Liste des titres de l'album
Disque 1
1. Il neige – 3:57
2. Amour n'est pas querelle – 2:55
3. Over and Over – 3:53
4. Le Chat noir – 2:52
5. Belle – 4:37
6. Robinson – 3:54
7. Agnus Dei Babe – 3:20
8. Extraordinaire Voodoo – 4:01
9. Voodoo simple – 2:37
10. J'ai tué parce que je m'ennuyais – 3:28

Disque 2 (édition limitée)
1. Loï en -14 – 4:44
2. Passé le pont Mirabeau – 3:58
3. Michigan – 6:56
4. L'occasion m'est venue – 2:53
5. L'Eau de la rivière – 3:27
6. Mousse noire – 6:49
7. Yes Sir – 4:32
8. Jim (extrait) – 2:31

## Musiciens ayant participé à l'album
- Jean-Louis Murat : chant, guitare
- Christophe Pie, batterie (sur "Over and Over")

## Réception critique
L'album est très positivement reçu par la critique. Les Inrocks le trouve « faussement apaisé et vraiment enthousiasmant [... constituant] le plus beau joyau de sa discographie » et lui accorde une note de 4.5⁄5. Le Monde souligne les « finesses sonores » aboutissant à une « impression de flottement, de tranquille dérive. » Quant au mensuel Magic, il lui accorde la place d'album du mois.